# Stenus vestalis
Stenus vestalis är en skalbaggsart som beskrevs av Thomas Casey. Stenus vestalis ingår i släktet Stenus och familjen kortvingar. Inga underarter finns listade i Catalogue of Life.